# Petr Kotík
Petr Kotík (* 27. Januar 1942 in Prag) ist ein tschechischer Komponist.

## Leben
Der Sohn des Malers Jan Kotík studierte am Prager Konservatorium Flöte bei František Čech und danach an der Wiener Musikakademie bei Hans Reznicek. Von 1960 bis 1963 nahm er privaten Kompositionsunterricht bei Jan Rychlík in Prag, danach setzte er seine Ausbildung bis 1966 in Wien bei Karl Schiske, Hanns Jelinek und Friedrich Cerha fort.
Er ist Gründer des Ensembles Musica Viva Pragensis (1961) und des Ensembles für experimentelle Musik Quax (1966). Nach der Niederschlagung des Prager Frühlings emigrierte er 1969 in die USA und wurde auf Einladung von Lejaren Hiller und Lukas Foss Mitarbeiter des Center of the Creative and Performing Arts der University at Buffalo. Mit dem von ihm gegründeten S.E.M. Ensemble veranstaltete er jährliche Konzertreihen in New York und unternahm Tourneen durch die USA und Europa.
Von 1971 bis 1977 unterrichtete Kotík Flöte an der University at Buffalo. Ab 1977 arbeitete er an der Veröffentlichung des musikalischen Gesamtwerkes von Marcel Duchamp, das 1978 auf LP und 1991 auf CD erschien. Seit Anfang der 1980er-Jahre arbeitete er auch als Dirigent, wobei er sich auf das Werk John Cages konzentrierte.
1991 gründete er das Orchestra of the S.E.M. Ensemble, das sich schnell als Orchester für zeitgenössische Musik profilierte und Uraufführungen von Werken David Firsts, Somei Satohs, Leo Smith’ spielte und sich den Werken Feldmans, Cages und Vareses widmete. 2000 gründete er das Ostrava Center for New Music, das in den ungeraden Jahren ein Festival und Sommerinstitut in Ostrava veranstaltet, seit 2012 in den geraden Jahren außerdem ein Opernfestival.

## Werke
- Congo (1962)
- Kontrapunkt II (1962–63)
- Music for 3 (Hudba pro tri) In Memoriam Jan Rychlík (1964)
- Spontano (1964)
- Kontrabandt (1967)
- Alley (1969/70)
- There is Singularly Nothing (1971–73, 1995)
- John Mary (Text von Gertrude Stein) (1973–74)
- If I Told Him (Text von Gertrude Stein) (1974–75)
- Many Many Women (Text von Gertrude Stein) (1975–78)
- Drums (1977–81)
- Explorations in the Geometry of Thinking (Text von Richard Buckminster Fuller)  (1978–82)
- Adagio (1980–97)
- Chamber Music (1981–82)
- Commencement  (Text von R. Buckminster Fuller) (1981)
- Apparent Orbit (1981, 1984–85)
- Spheres & Attraction (1981–2006)
- Solos and Incidental Harmonies (1983–85)
- Integrated Solos I, II, III (1986–88)
- Wilsie Bridge (1986–88)
- Letters to Olga (Text von Václav Havel) (1989–91)
- Variations for 2 Orchestras and a consort of Trumpets (1995)
- Quiescent Form (1995–96)
- Music in Two Movements (1998–2003)
- Music for Cello and Piano (2000–01)
- Devín (Text von Vladislav Vančura) (2000–04)
- Variations for 3 Orchestras (2003–05)
- The Plains at Gordium (2004)
- For ZS (2004)